# Uwe Heidschötter

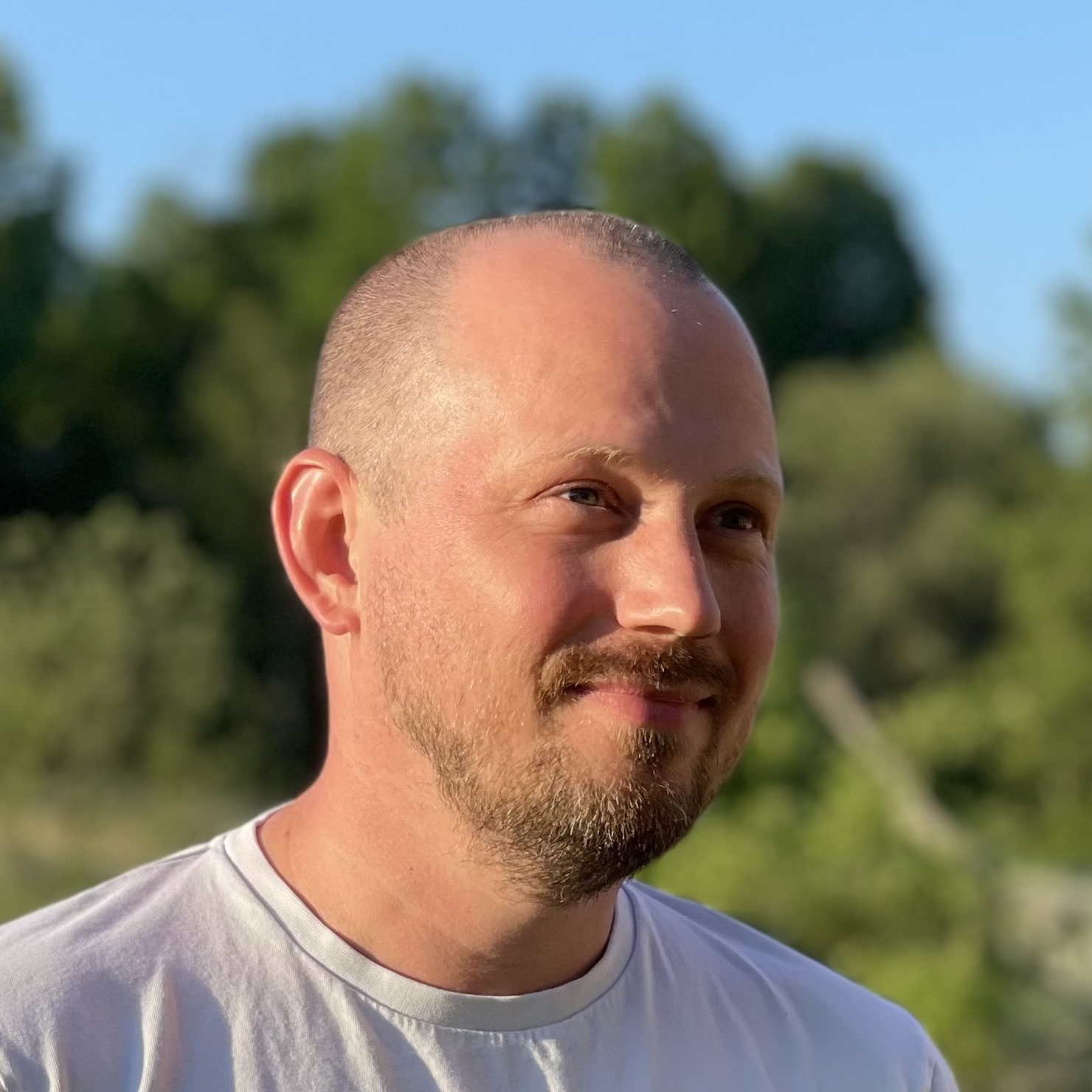
Uwe Heidschötter (2021)

Uwe Heidschötter (* 1978 in Leverkusen) ist ein deutscher Characterdesigner, Animator, Filmregisseur und Comiczeichner.

## Werdegang
Heidschötter studierte an der Kölner Schule für Gestaltung und am Lycée Technique des Arts et Métiers in Luxemburg die Fächer Design und Animation. Anschließend arbeitete er für die Filmproduktionsgesellschaft Ambient Entertainment, wo er an den Filmen Back to Gaya (2004), Urmel aus dem Eis (2006), Urmel voll in Fahrt (2008) und Konferenz der Tiere (2010) mitarbeitete.
Heidschötters erste Regiearbeit war, gemeinsam mit Johannes Weiland, der Kurzfilm Der Kleine und das Biest, der den Kristall des Festival d’Animation Annecy, den Prix Jeunesse, den Cartoon d’Or 2011 sowie den von der Fernsehzeitschrift TV Spielfilm verliehenen Kinderspielfilmpreis Emil gewann. 2011 führten die beiden gemeinsam Regie bei Das Grüffelokind, der ebenfalls mit dem Emil ausgezeichnet wurde.
Neben seiner Tätigkeit beim Film illustrierte Uwe Heidschötter Marcus Sauermanns Kinderbücher Der Kleine und das Biest, das auf dem gleichnamigen Film beruht, für den Sauermann das Drehbuch schrieb, sowie Die Prinzessin, die Kuh und der Gartenheini. Zusammen mit Autor Patrick Wirbeleit entwickelte er die Kindercomic-Reihe Kiste die im Reprodukt-Verlag erscheint. 2016 wurden die beiden während des 17. Comic-Salons Erlangen dafür mit dem Max-und-Moritz-Preis in der Kategorie Bester Comic für Kinder ausgezeichnet.

## Filmografie (Auswahl)
- 2004: Back to Gaya (Animation)
- 2006: Urmel aus dem Eis (Animation)
- 2008: Urmel voll in Fahrt (Charakterdesign)
- 2009: Der Kleine und das Biest (Regie)
- 2010: Konferenz der Tiere (Charakterdesign)
- 2011: Das Grüffelokind (Regie)
- 2014: Kahlil Gibran's The Prophet (Characterdesign)
- 2016: Es war einmal … nach Roald Dahl (Characterdesign)
- 2021: Charlotte (Characterdesign)

## Bibliografie (Auswahl)
- 2012: Der Kleine und das Biest (Klett Kinderbuch)
- 2013: Die Prinzessin, die Kuh und der Gartenheini (Klett Kinderbuch)
- 2013: Kiste (Reprodukt)
- 2014: Kiste – Fluchtmücken und Wetterzauber (Reprodukt)
- 2015: Kiste – Kein Unsinn (Reprodukt)
- 2016: Kiste – Roboteralarm (Reprodukt)
- 2020: Kiste – Mathemagie (Kibitz Verlag)
- 2021: Mattis und Kiste – Abenteuer im Ferienlager (Loewe)
- 2021: Das unsichtbare Raumschiff (Kibitz Verlag)